# CAN/CSA Z243.200
 (octobre 2023).

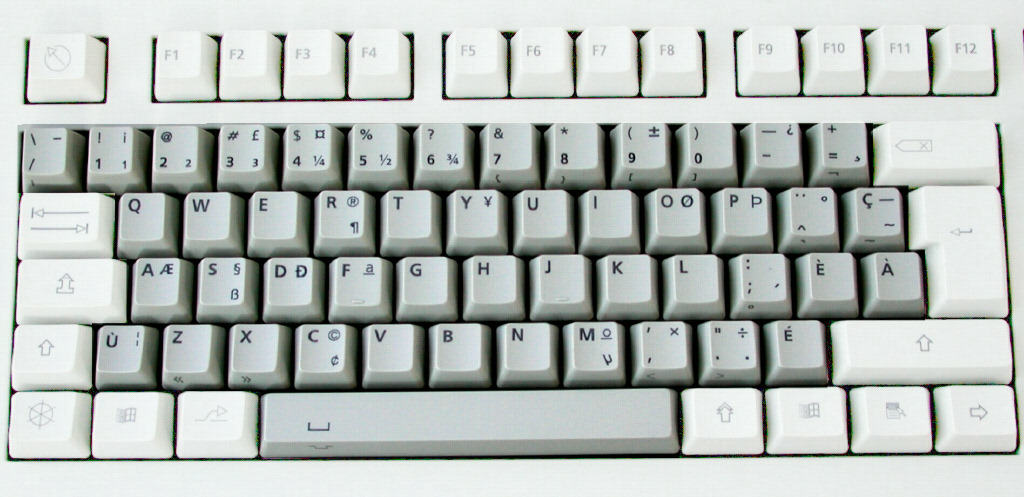
Figure 1: Un clavier utilisant la disposition CAN/CSA Z243.200, niveau de conformité B (groupes 1 et 2a). Le standard SGQRI-001 comprend également la ligature Œ avec la lettre E.

La norme propriétaire canadienne de disposition des touches des claviers informatiques pour l’anglais et le français CAN/CSA Z243.200, intitulée Claviers canadiens pour le français et l'anglais, publiée en 1992 par l’Association canadienne de normalisation, est une disposition en QWERTY visant entre autres à faciliter la saisie de tous les caractères du français, incluant les lettres diacritées, et des caractères de l’ISO/CEI 8859-1 (dit Latin-1). Les claviers utilisant cette disposition sont désignés par divers noms, notamment clavier CSA, clavier ACNOR, clavier canadien multilingue et clavier canadien standard. La variante utilisée dans la fonction publique québécoise (SGQRI-001) est également appelée clavier LaBonté, clavier normalisé ou clavier québécois,.
Microsoft Windows offre une disposition très près de la norme, appelée « canadien multilingue standard (CMS) », incluant les caractères supportés dans la norme ISO 8859-1 et la majorité de ceux de la norme ISO 6937 (à l'exception de quelques caractères dans le groupe secondaire). De son côté, macOS (système de Apple) supporte le niveau de conformité minimal de la norme canadienne, par la disposition ISO Canadien, CSA-Canadien depuis le début des années 1990, en incluant les caractères du groupe primaire. La disposition est intégrée physiquement au « Magic Keyboard - Français (Canada) » d’Apple.
Cette disposition permet l'exploitation des caractères de l'alphabet latin no 1 défini par ISO/CEI 8859-1 et de l'alphabet latin défini par ISO/CEI 6937. Elle est en outre conforme aux parties 2 et 3 de la norme ISO/CEI 9995.

## Description

Figure 2 : Norme canadienne CAN/CSA Z23.200-92. Représentation graphique des caractères de saisie du groupe 1 ou primaire (noir). Les caractères du groupe 2a (mauve) et 2b (vert) font partie du groupe secondaire.

La norme a subi quelques évolutions, mais demeure axée sur le principe de l’élimination des touches mortes dans la mesure du possible; par exemple, la touche morte cédille (qui peut s'appliquer à différentes lettres, comme le ‹ ț › en roumain) des claviers français canadiens (IBM ID-058) a été remplacée dans le groupe primaire par une touche permettant de taper directement un c cédille ‹ Ç/ç ›, puisque c’est la seule lettre en français avec ce signe diacritique. La touche cédille (lettre morte) est toujours présente dans le groupe secondaire 2a (voir Figure 2), sur le standard canadien. On peut se passer complètement de la touche morte accent grave puisque les trois seules lettres françaises qui les utilisent sont le À, le È et le Ù, accessibles directement en minuscule et en majuscule avec ce clavier. La touche accent grave (lettre morte) demeure cependant présente dans le groupe primaire afin de taper les caractères ù/Ù sur un clavier ANSI qui ne contient pas de caractère à gauche de la touche Z. Sur l'image présentée (Figure 2), les rectangles permettent de repérer un signe diacritique, conformément à la norme ISO 9995-7 (2012).
Le standard canadien définit trois niveaux de conformité explicites et un niveau implicite :
1. Le niveau de conformité A comprend les caractères du groupe 1 (ou groupe primaire) pour l'écriture en français et en anglais, à l'exception des symboles œ Œ Ÿ du groupe 2b qui ne sont pas supportés par la norme ISO 8859-1[6],[2] (en noir sur la Figure 2).
2. Le niveau de conformité B doit inclure les caractères du groupe 2a (représenté en mauve sur la Figure 2), en plus de ceux du groupe 1 (en noir), se limitant à l'écriture de l'ensemble des caractères de la norme ISO 8859-1. Les caractères du groupe 2b vont au-delà du niveau de coformité B de la norme nationale.
3. Le niveau de conformité C correspond à la version intégrale (groupes 1, 2a et 2b), permettant d'écrire chaque caractère de la norme iso 8859-1 jusqu'à étendre le support à l'ensemble des caractères de la norme ISO 6937, strictement. Le niveau de conformité C de la norme nécessite un pilote personnalisé qui intègre l'ensemble des caractères exigés.
4. Finalement, la norme canadienne avait prévu un niveau de conformité dit « implicite » qui ne se conforme pas aux niveaux de conformité précédents. Dans une telle situation, la norme stipule qu'il s'agit du niveau de conformité A. Un clavier normalisé conforme à la norme ISO 8859-15 par exemple aurait nécessité d'enlever certains caractères dans le groupe 2a comme les fractions ¼½¾, afin d'inclure les ligatures œ/Œ et le Ÿ (majuscule) qui sont dans le groupe 2b. La version ANSI à 47 touches est conforme uniquement au niveau de conformité A de la norme nationale, puisque la barre verticale discontinue, faisant partie du groupe 2a, est absente. En effet, seuls les claviers ISO à 48 touches permettent d'atteindre le niveau de conformité B et C.

La norme québécoise SGQRI-001 inclut également l'e-dans-l’o (la ligature ‹ Œ ›) depuis 2006, en plus des caractères du groupe 1 et 2a, allant au-delà du niveau de conformité B de la norme canadienne. La présence de ce caractère s'inscrit comme un sous-groupe se conformant à ISO/CEI 9995-3 (groupe secondaire). Les caractères en vert (groupe 2b sur la Figure 2) n'étaient pas intégrés à la plupart des claviers et aux pilotes,, en partie à cause de la limitation de l'encodage ISO 8859-1 et de la plus faible disponibilité du jeu de caractères Unicode sur les ordinateurs jusqu'au début des années 2000.
Le rond-en-chef seul ‹ ˚ ›, qu'on ne doit pas confondre avec le signe degré ‹ ° › et l'indicateur ordinal ‹ º ›, fait partie du groupe 2b alors que les caractères å et Å du suédois, produits par la combinaison du rond-en-chef et du a/A sont dans le groupe 2a. Pour le macron ‹ ¯ ›, le caractère seul (avec un espacement) fait partie du groupe 2a mais les caractères accentués comme le ā/Ā sont considérés comme des lettres savantes (groupe 2b) qui vont au-delà du niveau de conformité B (groupe 1/2a). Ces caractères sont présents dans la norme iso 6937 mais pas dans la norme iso 8859-1. En effet, l'utilisation de ce caractère comme signe diacritique permet d'écrire uniquement dans une langue autre que les 14 qui sont officiellement supportées sur les claviers respectant le niveau de conformité B (albanais, allemand, anglais, catalan, danois, espagnol, finnois, français, italien, islandais, néerlandais, norvégien, portugais, suédois). Le caractère du macron seul est intégré dans la norme ISO 8859-1. Sur la Figure 2, ces deux symboles (le macron et le rond-en-chef) sont colorés en mauve, parce qu'ils permettent d'accéder au moins à un caractère dans le groupe 2a. Le symbole ‹ Ÿ ›, produit avec la combinaison du tréma (groupe 1) et du Y (groupe 1), est dans le groupe 2b alors que le ‹ ÿ › (minuscule), produit avec la combinaison du tréma (groupe 1) et du ‹ y › (groupe 1) est dans le groupe 1. Pour plus de précisions, le document officiel comprend la liste détaillée des caractères du groupe 1, 2a et 2b.

### Implémentations
À partir de 1999, les implémentations Microsoft Windows et macOS de la norme ont ajouté le symbole de l'euro ‹ € ›, conformément aux recommandations de la norme ISO 9995-3.
Sous Microsoft Windows, la touche groupe 2 permet de saisir le caractère du groupe secondaire tant que celle-ci demeure enfoncée. En pressant les touches groupe 2 et niveau 2 simultanément on peut accéder au caractère désiré (ex : §). La version Windows diffère légèrement du standard canadien au niveau de l'emplacement des lettres mortes (point milieu ‹ · ›, tilde ‹ ~ ›), de l'inclusion du signe € et de l'absence de quelques caractères, dont le đ, ⅛ et le point-en-chef ‹ ˙ ›.
La version macOS ne supporte pas le groupe secondaire de la norme canadienne officiellement, limitant l'usage pour l'écriture du français et de l'anglais seulement.
Lorsqu'on utilise un système Linux sous un environnement graphique, il faut parfois installer la partie 1 et 2 du clavier canadien multilingue et configurer ctrl-droit, afin de passer temporairement du groupe primaire au secondaire.[réf. nécessaire]
Sur le système AIX d'IBM, l'accès se fait à l'aide de la combinaison de alt et niveau 2 (shift) gauche, afin d'activer la touche de blocage du groupe 2. Ensuite, on peut relâcher les deux touches et saisir le ou les caractères secondaires. Pour revenir au groupe primaire on doit, toujours sous ce système, presser la combinaison des touches alt et niveau 2 (shift) droit. Le clavier normalisé a les identifiants 445 et 501 (Groupe Secondaire 2a). Dans le groupe secondaire (501), le caractère Ð (eth majuscule) est absent. Seul le caractère eth minuscule ‹ ð › est présent dans la documentation.
Une version développée pour le système Solaris a également vu le jour, bien que le système ne soit plus supporté aujourd'hui.

#### Intégration des normes ISO/CEI 8859-1/15, Windows CP-1252 et ISO 6937
Les caractères dans le groupe 1 et 2a sont ceux présents dans la norme ISO 8859-1, limitée à 256 caractères. L'alphabet latin no 1 contient 191 caractères, 127 dans le groupe 1 et 64 dans le groupe 2a. Les caractères dans le groupe 2b ne sont pas supportés par ce jeu de caractères. Par exemple, les symboles ‹ Œ ›, ‹ œ ›, ‹ Ÿ ›, ont été intégrés plus tard en 1999 dans la norme ISO 8859-15. L'euro ‹ € › qui ne fait pas partie du groupe 1, 2a et 2b a également été introduit dans la même norme (ISO 8859-15).
| ISO/CEI 8859-1 | ISO/CEI 8859-1        | ISO/CEI 8859-1        | ISO/CEI 8859-1        | ISO/CEI 8859-1        | ISO/CEI 8859-1        | ISO/CEI 8859-1        | ISO/CEI 8859-1        | ISO/CEI 8859-1        | ISO/CEI 8859-1        | ISO/CEI 8859-1        | ISO/CEI 8859-1        | ISO/CEI 8859-1        | ISO/CEI 8859-1        | ISO/CEI 8859-1        | ISO/CEI 8859-1        | ISO/CEI 8859-1        |
|                | x0                    | x1                    | x2                    | x3                    | x4                    | x5                    | x6                    | x7                    | x8                    | x9                    | xA                    | xB                    | xC                    | xD                    | xE                    | xF                    |
| -------------- | --------------------- | --------------------- | --------------------- | --------------------- | --------------------- | --------------------- | --------------------- | --------------------- | --------------------- | --------------------- | --------------------- | --------------------- | --------------------- | --------------------- | --------------------- | --------------------- |
| 0x             | positions inutilisées | positions inutilisées | positions inutilisées | positions inutilisées | positions inutilisées | positions inutilisées | positions inutilisées | positions inutilisées | positions inutilisées | positions inutilisées | positions inutilisées | positions inutilisées | positions inutilisées | positions inutilisées | positions inutilisées | positions inutilisées |
| 1x             | positions inutilisées | positions inutilisées | positions inutilisées | positions inutilisées | positions inutilisées | positions inutilisées | positions inutilisées | positions inutilisées | positions inutilisées | positions inutilisées | positions inutilisées | positions inutilisées | positions inutilisées | positions inutilisées | positions inutilisées | positions inutilisées |
| 2x             | SP                    | !                     | "                     | #                     | $                     | %                     | &                     | '                     | (                     | )                     | *                     | +                     | ,                     | -                     | .                     | /                     |
| 3x             | 0                     | 1                     | 2                     | 3                     | 4                     | 5                     | 6                     | 7                     | 8                     | 9                     | :                     | ;                     | <                     | =                     | >                     | ?                     |
| 4x             | @                     | A                     | B                     | C                     | D                     | E                     | F                     | G                     | H                     | I                     | J                     | K                     | L                     | M                     | N                     | O                     |
| 5x             | P                     | Q                     | R                     | S                     | T                     | U                     | V                     | W                     | X                     | Y                     | Z                     | [                     | \                     | ]                     | ^                     | _                     |
| 6x             | `                     | a                     | b                     | c                     | d                     | e                     | f                     | g                     | h                     | i                     | j                     | k                     | l                     | m                     | n                     | o                     |
| 7x             | p                     | q                     | r                     | s                     | t                     | u                     | v                     | w                     | x                     | y                     | z                     | {                     | \|                    | }                     | ~                     |                       |
| 8x             | positions inutilisées | positions inutilisées | positions inutilisées | positions inutilisées | positions inutilisées | positions inutilisées | positions inutilisées | positions inutilisées | positions inutilisées | positions inutilisées | positions inutilisées | positions inutilisées | positions inutilisées | positions inutilisées | positions inutilisées | positions inutilisées |
| 9x             | positions inutilisées | positions inutilisées | positions inutilisées | positions inutilisées | positions inutilisées | positions inutilisées | positions inutilisées | positions inutilisées | positions inutilisées | positions inutilisées | positions inutilisées | positions inutilisées | positions inutilisées | positions inutilisées | positions inutilisées | positions inutilisées |
| Ax             | NBSP                  | ¡                     | ¢                     | £                     | ¤                     | ¥                     | ¦                     | §                     | ¨                     | ©                     | ª                     | «                     | ¬                     | -                     | ®                     | ¯                     |
| Bx             | °                     | ±                     | ²                     | ³                     | ´                     | µ                     | ¶                     | ·                     | ¸                     | ¹                     | º                     | »                     | ¼                     | ½                     | ¾                     | ¿                     |
| Cx             | À                     | Á                     | Â                     | Ã                     | Ä                     | Å                     | Æ                     | Ç                     | È                     | É                     | Ê                     | Ë                     | Ì                     | Í                     | Î                     | Ï                     |
| Dx             | Ð                     | Ñ                     | Ò                     | Ó                     | Ô                     | Õ                     | Ö                     | ×                     | Ø                     | Ù                     | Ú                     | Û                     | Ü                     | Ý                     | Þ                     | ß                     |
| Ex             | à                     | á                     | â                     | ã                     | ä                     | å                     | æ                     | ç                     | è                     | é                     | ê                     | ë                     | ì                     | í                     | î                     | ï                     |
| Fx             | ð                     | ñ                     | ò                     | ó                     | ô                     | õ                     | ö                     | ÷                     | ø                     | ù                     | ú                     | û                     | ü                     | ý                     | þ                     | ÿ                     |

Notes : Les caractères du niveau de conformité B (groupes 1 et 2a) comprennent ceux supportés dans la norme ISO 8859-1. Pour l'écriture du français soigné, œ/Œ et Ÿ (majuscule) sont absents. Les caractères œ et Œ devaient prendre la place des symboles ÷ et × à l'origine mais ils ont été écartés de la norme, à la suite du blocage de la délégation française.
| Position | 0xA4 | 0xA6 | 0xA8 | 0xB4 | 0xB8 | 0xBC | 0xBD | 0xBE |
| 8859-1   | ¤    | ¦    | ¨    | ´    | ¸    | ¼    | ½    | ¾    |
| 8859-15  | €    | Š    | š    | Ž    | ž    | Œ    | œ    | Ÿ    |

La norme ISO 8859-15 est venue ajouter certains caractères manquant dans la norme ISO 8859-1 pour le français soigné (œ/Œ/Ÿ), le finnois pour les noms d'emprunts (ž/Ž/š/Š) et le symbole de l'euro ‹ € ›. L'ajout de ces caractères dans le standard s'est fait en remplaçant d'autres caractères qui ont été enlevés.
| Windows-1252 (CP1252) | Windows-1252 (CP1252) | Windows-1252 (CP1252) | Windows-1252 (CP1252) | Windows-1252 (CP1252) | Windows-1252 (CP1252) | Windows-1252 (CP1252) | Windows-1252 (CP1252) | Windows-1252 (CP1252) | Windows-1252 (CP1252) | Windows-1252 (CP1252) | Windows-1252 (CP1252) | Windows-1252 (CP1252) | Windows-1252 (CP1252) | Windows-1252 (CP1252) | Windows-1252 (CP1252) | Windows-1252 (CP1252) |
|                       | x0                    | x1                    | x2                    | x3                    | x4                    | x5                    | x6                    | x7                    | x8                    | x9                    | xA                    | xB                    | xC                    | xD                    | xE                    | xF                    |
| --------------------- | --------------------- | --------------------- | --------------------- | --------------------- | --------------------- | --------------------- | --------------------- | --------------------- | --------------------- | --------------------- | --------------------- | --------------------- | --------------------- | --------------------- | --------------------- | --------------------- |
| 0x                    | NUL                   | SOH                   | STX                   | ETX                   | EOT                   | ENQ                   | ACK                   | BEL                   | BS                    | HT                    | LF                    | VT                    | FF                    | CR                    | SO                    | SI                    |
| 1x                    | DLE                   | DC1                   | DC2                   | DC3                   | DC4                   | NAK                   | SYN                   | ETB                   | CAN                   | EM                    | SUB                   | ESC                   | FS                    | GS                    | RS                    | US                    |
| 2x                    | SP                    | !                     | "                     | #                     | $                     | %                     | &                     | '                     | (                     | )                     | *                     | +                     | ,                     | -                     | .                     | /                     |
| 3x                    | 0                     | 1                     | 2                     | 3                     | 4                     | 5                     | 6                     | 7                     | 8                     | 9                     | :                     | ;                     | <                     | =                     | >                     | ?                     |
| 4x                    | @                     | A                     | B                     | C                     | D                     | E                     | F                     | G                     | H                     | I                     | J                     | K                     | L                     | M                     | N                     | O                     |
| 5x                    | P                     | Q                     | R                     | S                     | T                     | U                     | V                     | W                     | X                     | Y                     | Z                     | [                     | \                     | ]                     | ^                     | _                     |
| 6x                    | `                     | a                     | b                     | c                     | d                     | e                     | f                     | g                     | h                     | i                     | j                     | k                     | l                     | m                     | n                     | o                     |
| 7x                    | p                     | q                     | r                     | s                     | t                     | u                     | v                     | w                     | x                     | y                     | z                     | {                     | \|                    | }                     | ~                     | DEL                   |
| 8x                    | €                     |                       | ‚                     | ƒ                     | „                     | …                     | †                     | ‡                     | ˆ                     | ‰                     | Š                     | ‹                     | Œ                     |                       | Ž                     |                       |
| 9x                    |                       | ‘                     | ’                     | “                     | ”                     | •                     | –                     | —                     | ˜                     | ™                     | š                     | ›                     | œ                     |                       | ž                     | Ÿ                     |
| Ax                    | NBSP                  | ¡                     | ¢                     | £                     | ¤                     | ¥                     | ¦                     | §                     | ¨                     | ©                     | ª                     | «                     | ¬                     | SHY                   | ®                     | ¯                     |
| Bx                    | °                     | ±                     | ²                     | ³                     | ´                     | µ                     | ¶                     | ·                     | ¸                     | ¹                     | º                     | »                     | ¼                     | ½                     | ¾                     | ¿                     |
| Cx                    | À                     | Á                     | Â                     | Ã                     | Ä                     | Å                     | Æ                     | Ç                     | È                     | É                     | Ê                     | Ë                     | Ì                     | Í                     | Î                     | Ï                     |
| Dx                    | Ð                     | Ñ                     | Ò                     | Ó                     | Ô                     | Õ                     | Ö                     | ×                     | Ø                     | Ù                     | Ú                     | Û                     | Ü                     | Ý                     | Þ                     | ß                     |
| Ex                    | à                     | á                     | â                     | ã                     | ä                     | å                     | æ                     | ç                     | è                     | é                     | ê                     | ë                     | ì                     | í                     | î                     | ï                     |
| Fx                    | ð                     | ñ                     | ò                     | ó                     | ô                     | õ                     | ö                     | ÷                     | ø                     | ù                     | ú                     | û                     | ü                     | ý                     | þ                     | ÿ                     |

De son côté, la norme d'encodage Windows CP1252 utilisée par default sur le système d'exploitation Windows® de Microsoft® jusqu'en 2019 s'est basée sur l'ISO 8859-1 et a intégré les caractères de la norme ISO 8859-15 sur les positions inutilisées (en jaune), permettant l'intégration de l'ensemble des caractères du groupe 1/2a, des caractères Œ/œ/Ÿ exigés pour l'écriture du français soigné. Depuis 2019, Windows supporte et recommande l'utilisation de la norme ISO 10646, permettant d'étendre le support à l'ensemble des caractères du groupe 2b.

##### La norme ISO 6937
Légende :
| - Alphabétique - Caractère de contrôle - Chiffre - Ponctuation | - Ponctuation étendue - Charactère graphique - International - Non défini |

|    | _0            | _1         | _2         | _3         | _4         | _5         | _6         | _7         | _8         | _9         | _A         | _B         | _C          | _D         | _E         | _F           |
| 0_ | 0             | 1          | 2          | 3          | 4          | 5          | 6          | 7          | 8          | 9          | 10         | 11         | 12          | 13         | 14         | 15           |
| 1_ | 16            | 17         | 18         | 19         | 21         | 21         | 22         | 23         | 24         | 25         | 26         | 27         | 28          | 29         | 30         | 31           |
| 2_ | SP 0020 32    | ! 0021 33  | " 0022 34  | # 0023 35  | $ 0024 36  | % 0025 37  | & 0026 38  | ' 0027 39  | ( 0028 40  | ) 0029 41  | * 002A 42  | + 002B 43  | , 002C 44   | - 002D 45  | . 002E 46  | / 002F 47    |
| 3_ | 0 0030 48     | 1 0031 49  | 2 0032 50  | 3 0033 51  | 4 0034 52  | 5 0035 53  | 6 0036 54  | 7 0037 55  | 8 0038 56  | 9 0039 57  | : 003A 58  | ; 003B 59  | < 003C 60   | = 003D 61  | > 003E 62  | ? 003F 63    |
| 4_ | @ 0040 64     | A 0041 65  | B 0042 66  | C 0043 67  | D 0044 68  | E 0045 69  | F 0046 70  | G 0047 71  | H 0048 72  | I 0049 73  | J 004A 74  | K 004B 75  | L 004C 76   | M 004D 77  | N 004E 78  | O 004F 79    |
| 5_ | P 0050 80     | Q 0051 81  | R 0052 82  | S 0053 83  | T 0054 84  | U 0055 85  | V 0056 86  | W 0057 87  | X 0058 88  | Y 0059 89  | Z 005A 90  | [ 005B 91  | \ 005C 92   | ] 005D 93  | ^ 005E 94  | _ 005F 95    |
| 6_ | ` 0060 96     | a 0061 97  | b 0062 98  | c 0063 99  | d 0064 100 | e 0065 101 | f 0066 102 | g 0067 103 | h 0068 104 | i 0069 105 | j 006A 106 | k 006B 107 | l 006C 108  | m 006D 109 | n 006E 110 | o 006F 111   |
| 7_ | p 0070 112    | q 0071 113 | r 0072 114 | s 0073 115 | t 0074 116 | u 0075 117 | v 0076 118 | w 0077 119 | x 0078 120 | y 0079 121 | z 007A 122 | { 007B 123 | \| 007C 124 | } 007D 125 | ~ 007E 126 | DEL 007F 127 |
| 8_ | 128           | 129        | 130        | 131        | 132        | 133        | 134        | 135        | 136        | 137        | 138        | 139        | 140         | 141        | 142        | 143          |
| 9_ | 144           | 145        | 146        | 147        | 148        | 149        | 150        | 151        | 152        | 153        | 154        | 155        | 156         | 157        | 158        | 159          |
| A_ | NBSP 00A0 160 | ¡ 00A1 161 | ¢ 00A2 162 | £ 00A3 163 | € 20AC 164 | ¥ 00A5 165 | 166        | § 00A7 167 | ¤ 00A4 168 | ‘ 2018 169 | “ 201C 170 | « 00AB 171 | ← 2190 172  | ↑ 2191 173 | → 2192 174 | ↓ 2193 175   |
| B_ | ° 00B0 176    | ± 00B1 177 | ² 00B2 178 | ³ 00B3 179 | × 00D7 180 | µ 00B5 181 | ¶ 00B6 182 | · 00B7 183 | ÷ 00F7 184 | ’ 2019 185 | ” 201D 186 | » 00BB 187 | ¼ 00BC 188  | ½ 00BD 189 | ¾ 00BE 190 | ¿ 00BF 191   |
| C_ | 192           | ̀ 0300 193  | ́ 0301 194  | ̂ 0302 195  | ̃ 0303 196  | ̄ 0304 197  | ̆ 0306 198  | ̇ 0307 199  | ̈ 0308 200  | 201        | ̊ 030A 202  | ̧ 0327 203  | 204         | ̋ 030B 205  | ̨ 0328 206  | ̌ 030C 207    |
| D_ | ― 2015 208    | ¹ 00B9 209 | ® 00AE 210 | © 00A9 211 | ™ 2122 212 | ♪ 266A 213 | ¬ 00AC 214 | ¦ 00A6 215 | 216        | 217        | 218        | 219        | ⅛ 215B 220  | ⅜ 215C 221 | ⅝ 215D 222 | ⅞ 215E 223   |
| E_ | Ω 2126 224    | Æ 00C6 225 | Đ 0110 226 | ª 00AA 227 | Ħ 0126 228 | 229        | Ĳ 0132 230 | Ŀ 013F 231 | Ł 0141 232 | Ø 00D8 233 | Œ 0152 234 | º 00BA 235 | Þ 00DE 236  | Ŧ 0166 237 | Ŋ 014A 238 | ŉ 0149 239   |
| F_ | ĸ 0138 240    | æ 00E6 241 | đ 0111 242 | ð 00F0 243 | ħ 0127 244 | ı 0131 245 | ĳ 0133 246 | ŀ 0140 247 | ł 0142 248 | ø 00F8 249 | œ 0153 250 | ß 00DF 251 | þ 00FE 252  | ŧ 0167 253 | ŋ 014B 254 | SHY 00AD 255 |
|    | _0            | _1         | _2         | _3         | _4         | _5         | _6         | _7         | _8         | _9         | _A         | _B         | _C          | _D         | _E         | _F           |

La combinaison d'un caractère primaire à un signe diacritique permet dans cette norme d'inclure davantage de caractères codés sur deux octets.
| Diacritique        | Code hexadécimal figurant en premier | Caractères possibles comme 2e octet   | Caractères précomposés résultants     |
| ------------------ | ------------------------------------ | ------------------------------------- | ------------------------------------- |
| Accent grave       | 0xC1                                 | AEIOUaeiou                            | ÀÈÌÒÙàèìòù                            |
| Accent aigu        | 0xC2                                 | ACEILNORSUYZacegilnorsuyz             | ÁĆÉÍĹŃÓŔŚÚÝŹáćéģíĺńóŕśúýź             |
| Accent circonflexe | 0xC3                                 | ACEGHIJOSUWYaceghijosuwy              | ÂĈÊĜĤÎĴÔŜÛŴŶâĉêĝĥîĵôŝûŵŷ              |
| Tilde              | 0xC4                                 | AINOUainou                            | ÃĨÑÕŨãĩñõũ                            |
| Macron             | 0xC5                                 | AEIOUaeiou                            | ĀĒĪŌŪāēīōū                            |
| Brève              | 0xC6                                 | AGUagu                                | ĂĞŬăğŭ                                |
| Point en chef      | 0xC7                                 | CEGIZcegz                             | ĊĖĠİŻċėġż                             |
| Tréma              | 0xC8                                 | AEIOUYaeiouy                          | ÄËÏÖÜŸäëïöüÿ                          |
| Rond en chef       | 0xCA                                 | AUau                                  | ÅŮåů                                  |
| Cédille            | 0xCB                                 | CGKLNRSTc(voir aigu)klnrst[pas clair] | ÇĢĶĻŅŖŞŢç(voir aigu)ķļņŗşţ[pas clair] |
| Double accent aigu | 0xCD                                 | OUou                                  | ŐŰőű                                  |
| Ogonek             | 0xCE                                 | AEIUaeiu                              | ĄĘĮŲąęįų                              |
| Háček (“Caron”)    | 0xCF                                 | CDELNRSTZcdelnrstz                    | ČĎĚĽŇŘŠŤŽčďěľňřšťž                    |

#### Intégration à la norme ISO 9995
Le standard canadien CSA Z243.200-92 s'appuie sur les parties 1, 2 et 3 de la norme ISO 9995. La partie 7 concerne l'utilisation des pictogrammes pour l'étiquetage des touches de fonction, répondant aux exigences de la norme québécoise SGQRI 001 (2006) et anciennement TBITS-5 du gouvernement fédéral (abrogée en 2020). Le symbole représentant l'espace insécable sur la barre d'espacement, présent dans la norme ISO 9995-7, est intégré aux caractères du groupe 1 de la norme CSA. La fonction de ce caractère est activée par la combinaison de la touche de niveau 3 et de la barre d'espace.
La norme ISO 9995-1 concerne le positionnement des touches sur le clavier.
La norme ISO 9995-2 stipule l'emplacement des touches de niveau 2 (à gauche du Ù ou du Z et à droite du É). La touche de niveau 3 (altgr) doit se situer à gauche de la touche groupe 2.

Figure 3 : Norme ISO 9995-3:2010 (troisième édition), Groupe secondaire (périmé), supporté pour des raisons de comptabilité avec des configurations antérieures à 2010, tel que le CAN/CSA Z243.200-92 normalisé au début des années 90.

La norme ISO 9995-3 stipule l'emplacement du groupe secondaire et des caractères sur une touche (ceux-ci doivent se retrouver alignés à droite du groupe primaire). La norme peut servir de référence pour inclure un sous-groupe de caractères dans une composition qui va au-delà du niveau de conformité décrit par le standard national canadien CSA Z243.200-92. On peut inclure certains caractères du groupe 2b ou d'autres non-intégrés dans la norme CSA, à l'instar de l'euro, en s'y référant comme sous-groupe de la norme ISO 9995-3, en plus du niveau de conformité supporté.
Le standard préliminaire canadien-français hérité (csa 1988)[réf. nécessaire] sur Windows n'a pas de touche de groupe 2 mais plutôt un niveau 4, activé par la combinaison des touches altgr (niveau 3) et shift(niveau 2). Il s'agit d'une des évolutions entre la version préliminaire de 1988 et la norme actuelle de 1992. Cette dernière doit indiquer les symboles, suivant une matrice 3x2. Le standard canadien de 1992 n'utilise pas de niveau 3 sur le groupe 2, comme représenté dans le tableau ci-bas.

Figure 4 : Disposition des touches du clavier informatique canadien pour le français et l’anglais (CAN/CSA Z243.200-92). Les caractères au niveau 3 sont représentés en rouge et les caractères du groupe secondaire (2a et 2b) sont étiquetés en bleu. Les caractères du niveau 1 et 2 présents dans le groupe primaire sont représentés en noir. Dans la norme canadienne, il y a 3 niveaux dans le groupe primaire et 2 niveaux dans le groupe secondaire.

La Figure 4 permet de mieux visualiser les caractères qui peuvent être activés avec la touche de sélection du niveau 3 (aussi appelé AltGr), par exemple ‹ > › (chevron droit) et ceux ceux dans le groupe secondaire, par la touche de sélection du groupe 2 (Ctrl-droite), par exemple ‹ · › (point milieu). La combinaison de la touche de sélection du groupe 2 avec celle du niveau 2 (aussi appelé Shift) permet la saisie du caractère du groupe 2 dans le niveau 2, par exemple le symbole de division ‹ ÷ ›. La saisie du niveau 2 dans le groupe 1 (ou primaire) se fait par l'activation de la touche de sélection du niveau 2 (Shift), le guillemet double droit ‹ " › dans notre exemple. Finalement, pour saisir directement un caractère dans le groupe primaire (groupe 1) et dans le niveau 1, il suffit de taper directement la touche, par exemple ‹ . › (point).
|                    | Groupe 1  | Groupe 2 ⇨       |
| ------------------ | --------- | ---------------- |
| Niveau 2 (Shift) ⇧ | "         | ÷                |
| Niveau 1           | . (point) | · (point médian) |
| Niveau 3 (AltGr) ⇮ | >         |                  |

Notes : Le groupe primaire est composé de trois niveaux alors que le groupe secondaire en contient deux seulement, pour une possibilité maximale de cinq (5) combinaisons par touche.
Dans la partie 7 de la norme ISO 9995-7, les pictogrammes standardisés offrent un étiquetage neutre et efficace, évitant d'avoir à retranscrire des légendes à la fois en français et en anglais. Ces symboles sont également, pour la plupart, intégrés au jeu de caractères Unicode depuis plusieurs années. Le symbole de sélection du niveau 3 est représenté dans la norme ISO 9995-7 avec deux flèches superposées, à la manière d'un sapin de Noël (flèche en rouge sur la Figure 4). La touche de sélection du groupe 2 est une flèche pointant vers la droite (flèche en bleue). Le standard gouvernemental de la fonction publique québécoise SGQRI-001 exige lors de ses appels d'offres l'utilisation de pictogrammes standardisés suivant la norme ISO 9995-7 ou un étiquetage des touches de fonction uniquement en français. La norme canadienne TBITS-5 le recommandait également au niveau fédéral. Le standard CSA Z243.200-92 de son côté n'exige pas l'utilisation des pictogrammes pour l'étiquetage des touches de fonction. L'utilisation du pictogramme représentant la barre d'espace insécable est cependant mentionnée dans le document.

L'étiquetage des lettres mortes avec des rectangles et du trait d'union virtuel entre parenthèses ‹ (-) ›, sur les Figures 2 et 4, intégré dans la version la plus récente de la norme ISO 9995-7 (2012), va au-delà des normes canadiennes et québécoises.

ISO 9995-7 (pictogrammes de base utilisés dans le standard québécois SGQRI 001)
1 Sélection du niveau 2 ISO-7000 0251 (u+21E7)
3 Blocage des majuscules ISO-7000 2011 (u+21EC)
4 Blocage numérique ISO-7000 2012 (u+21ED)
5 Sélection du niveau 3 ISO-7000 2013 (u+21EE)
7 Sélection du groupe 2 ISO-7000 0251 (u+21E8)
9 Espacement ISO-7000 2915 (u+2423)
10 Espace insécable ISO-7000 2016 (u+237D)
11 Insertion ISO-7000 2017 (u+2380)
17 Effacement arrière ISO-7000 2023 (u+232B)
18 Suppression ISO-7000 1028 (u+2425)
20 Défilement ISO-7000 2025 (u+21F3)
22 Impression d'écran ISO-7000 2027 (u+2399)
23 Retour ISO-7000 0651 (u+21B5)
25 Alternative ISO-7000 2105 (u+2387)
26 Contrôle ISO-7000 2028 (u+2388)
27 Pause IEC 417-5111 (u+2389)
28 Interruption IEC 417-5110 (u+238A)
29 Échappement ISO-7000 2029 (u+238B)
31 Curseur haut IEC 417-5107 (u+2191)
32 Curseur bas IEC 417-5107 (u+2193)
33 Curseur gauche IEC 417-5107 (u+2190)
34 Curseur droit IEC 417-5107 (u+2192)
39 Début ISO-7000 2031 (u+21F1)
40 Fin ISO-7000 2032 (u+21F2)
41 Page précédente ISO-7000 2033 (u+2397)
42 Page suivante ISO-7000 2034 (u+2398)
43 Tabulation à gauche ISO-7000 0001 (u+21E5)
44 Tabulation à droite ISO-7000 0001 (u+2B7E)
62 Séparateur décimal ISO-7000 1859 (u+2396)

Notes : Numéro du pictogramme correspondant à la norme ISO 9995-7, suivi en ordre de sa définition, du numéro ISO 7000 ou IEC 417 et du caractère Unicode permettant sa saisie à l'ordinateur. Certains pictogrammes nécessitent l'installation d'une police de caractère compatible.

## Historique

Figure 5 : Les deux premières touches à partir de la gauche représentent graphiquement l'emplacement du caractère sur le clavier canadien multilingue standard (CMS) de Microsoft Windows. La touche à droite représente l'emplacement de l'euro sur la configuration Français (Canada) ― CSA de l'environnement macOS.

CAN/CSA Z243.200:F92 succède à une norme préliminaire publiée en 1988. Cette dernière repose sur les travaux ayant mené à l'élaboration de la norme CSA/CAN3-Z243.19-85 sur la disposition des touches des machines à écrire utilisées pour le français et l'anglais. Les systèmes Microsoft Windows 3/NT/95/98 ont intégré la version préliminaire du standard (1988) sous le nom de « clavier canadien multilingue ». Les versions plus modernes succédant à Windows XP la désignent comme clavier canadien français hérité,.
La conception de ce clavier est l’œuvre d’Alain LaBonté, informaticien-conseil au gouvernement du Québec, aussi auteur de différents ouvrages qui ont contribué à faciliter l’usage international du français en informatique,,.
Cependant, certains choix de touche non optimaux résultent de décisions prises par d'autres, qui ne respectaient pas le concept original,. Par exemple, dans la version définitive de la norme, le gouvernement fédéral du Canada avait négocié un compromis à huis clos avec le gouvernement du Québec, pour que certaines touches du clavier français canadien IBM ID-058 soient reconduites dans la norme canadienne — notamment l'absence d'une exigence de quelque caractère pouvant représenter une apostrophe au niveau 1 de la disposition, ce qui est un inconvénient remarquable en français, inconvénient que toutes les dispositions de claviers francophones implantées au Canada ont en commun. En contrepartie, il était convenu que l’on ne toucherait pas au concept général élaboré par M. LaBonté et que ce clavier deviendrait une exigence dans les appels d'offres publics canadiens — ce qui n’a toutefois pas été respecté pour les besoins des zones désignées comme bilingues.
Au début des années 1990, on a sondé des francophones au Québec et ailleurs au Canada sur leur préférence et 71 % mentionnaient une préférence marquée pour le clavier utilisant moins de touches mortes qu'on doit presser en combinaison d'un second caractère (‹ ` + E › pour le ‹ È › par exemple), donnant raison à l'initiative d'Alain LaBonté et confirmant son travail sur les comités de normalisation.
L'intégration de l'e-dans-l’o (minuscule et majuscule) dans le jeu de caractères ISO/CEI 8859-1, limité à 256 caractères, sera écartée de la norme internationale. Selon Alain LaBonté, cette situation est due en partie au sabotage de la délégation française représentant l'AFNOR. Ceux-ci argumentaient en 1987 que ces caractères n'étaient pas essentiels pour l'écriture en français et constituaient des artifices peu pertinents. Les deux ligatures œ/Œ devaient prendre la position des signes ‹ × › et ‹ ÷ › à l'origine. La position canadienne était défendue à l'époque par des anglophones, peu outillés pour répondre aux attaques et pour défendre l'intégration de celles-ci. Les représentants canadiens n'ont pas eu l'influence nécessaire pour faire entendre leur point. Pour cette raison, les deux caractères ont pris du temps avant d'être intégrés au standard québécois SGQRI 001 (2006). Le caractère Ÿ (majuscule) était également absent de la norme 8859-1 à l'origine, bien que celui-ci soit beaucoup plus rare en français, réservé en partie à des noms de communes en France comme L'Haÿ-les-Roses. Avec la démocratisation du jeu de caractères Unicode, les limites de la partie logicielle à l'intégration de ces caractères ont disparu. En résumé, les choix de l'implantation de la norme de 1992 reflètent les limitations des ordinateurs de l'époque et des jeux de pouvoirs des pays membres sur ces comités de normalisation afin de faire passer leurs positions respectives.
Il n'en demeure pas moins que le Commissariat aux langues officielles du Canada a recommandé, en 2005, « que les institutions fédérales profitent de la mise à jour de leurs ordinateurs pour assurer la mise en place de claviers CAN/CSA-Z243.200 dans l’ensemble des établissements fédéraux et des points de service au public ». La norme TBITS-5 qui s'appliquait dans les zones bilingues pour l'approvisionnement dans la fonction publique fédérale a été abrogée en 2020.
De son côté, le gouvernement du Québec a été historiquement beaucoup plus pro-actif dans la défense de ce standard et il continue de l'exiger dans ses appels d'offres aujourd'hui. Les critères d'approvisionnement demeurent limités à la fonction publique, écartant le réseau de l'Éducation, les centres universitaires, le réseau de la santé, et les sociétés d'État comme Hydro-Québec. Dans le secteur de l'Éducation, dans les années 1990 et jusqu'au milieu des années 2000, Apple était beaucoup plus présent, rendant le standard du clavier CSA de ce fait plus accessible parce qu'il s'agit du seul grand manufacturier à offrir la configuration CSA par default pour les francophones, même en se limitant au niveau de conformité A de la norme. La migration des parcs d'ordinateurs sur PC dans les laboratoires informatiques par la suite n'a pas engendré d'obligations dans les appels d'offres de recourir au clavier normalisé. En effet, le standard SGQRI-001 s'applique exclusivement à la fonction publique du Québec. L'absence d'obligation dans le secteur a contribué à faire reculer la présence du standard dans les écoles depuis 20 ans. La promotion de la norme a été également associée par l'opposition officielle à la fin des années 2000 comme une mesure symbolisant l’inefficacité à défendre le français au Québec par les pouvoirs publics, en recourant à un bouquet de mesures jugées « ridicules », incluant le clavier normalisé. Quand Alain LaBonté fut décédé en 2022, la page traitant du clavier québécois (normalisé) a été retirée du site du Conseil du Trésor en Octobre 2023.

### Rôle de l'Office québécois de la langue française (OQLF) dans la promotion du standard
Au début des années 2000, il y avait sur le portail de l'office une liste des fournisseurs offrant ce standard et un banc d'essai pour tester le produit,. L'organisme gouvernemental réservait des espaces publicitaires dans les journaux pour en vanter les mérites. Le Rapport annuel de gestion 2017–2018 de l'OQLF est l'un derniers auquel on fait mention explicite de la volonté de favoriser l'offre du clavier normalisé et sa promotion dans les organismes publics, par un projet « d’intégration du standard sur le clavier québécois à la Loi sur la gouvernance et la gestion des ressources informationnelles des organismes publics et des entreprises du gouvernement ». Dans le rapport de 2016–2017, une année auparavant, l'office avait réitéré son engagement « au maintien de l'offre d'un clavier normalisé ». Dans les rapports annuels succédant à 2018, aucune mention du clavier normalisé n'est repérée. L'organisme a retiré la page faisant sa promotion en juin 2022, lors de la refonte du site internet et jusqu'à présent, il ne semble pas y avoir d'intérêt marqué pour soutenir les efforts de francisation des technologies de l'information à ce niveau, laissant les manufacturiers décider quelle configuration doit être préférée pour les francophones au Canada.

### Adoption difficile chez les manufacturiers
Du côté des manufacturiers, on tend à imposer aux francophones peu à peu une version ANSI regroupant les caractères à la fois du clavier américain et canadien-français ibm-058, comme stratégie de réduction des coûts de leurs produits informatiques. Cette configuration tronquée ne comporte ni les ligatures, ni les guillemets français, contrairement au clavier normalisé qui a été conçu et normalisé à la fois pour les claviers ISO (48 touches) et ANSI (47 touches), sans perdre des fonctionnalités essentielles à l'écriture du français soigné. Le Ù peut être remplacé par une lettre morte ‹ ` › et le ‹ ¦ › correspond en programmation à la même chose que le ‹ | ›. On peut se procurer des autocollants par exemple et convertir son clavier américain à la norme canadienne. Le clavier canadien-français IBM-058 de son côté fonctionne beaucoup moins bien dans la configuration ANSI, reposant davantage sur la correction automatique du traitement de texte ou d'une touche de composition (compose), ajoutée par un logiciel tiers à Windows.

### Situation actuelle
En date de septembre 2023, le symbole euro (€) n’a toujours pas été officiellement intégré à la norme CAN/CSA Z43.200. Il a été ajouté à la fin des années 1990 sur Windows, suivant la recommandation de la norme ISO 9995-3 (touche 4) et sur la touche E. L’euro sur le E est présent sur plusieurs autres claviers européens, dont l'AZERTY français, en faisant de cet emplacement une norme implicite.
Aujourd'hui, le jeu de caractères Unicode permet de supporter au niveau logiciel l'ensemble du groupe secondaire (2a et 2b) en plus de l'euro ‹ € ›. L'omniprésence de la norme Unicode et ISO 10646 sur internet (98 % des sites internet utilisent UTF-8 comme norme d'encodage en 2023) pose des questionnements sur la pertinence à se baser sur la norme ISO 8859-1 qui n'est pratiquement plus utilisée. La très grande majorité des fabricants se limitent encore aujourd'hui à inscrire seulement les caractères du groupe 1 et 2a pour des raisons de rétro-compatibilité avec cette norme et également parce que le gouvernement du Québec n'exige pas d'aller au-delà du niveau de conformité B (groupe 1 et 2a) et de l'intégration de la ligature Œ dans les appels d'offres. L'absence de support de certains caractères du groupe 2b dans la version Microsoft du clavier CSA n'encourage pas les fabricants à développer un clavier respectant intégralement le niveau de conformité C. Toujours sur la configuration Windows, la présence d'un symbole qui agit à la fois comme point médian ‹ · › lorsqu'il est saisi avec un espace ou comme point-en-chef avec les caractères cegzCEIGZ (ċėġżĊĖİĠŻ) pose certains problèmes pour l'étiquetage des lettres mortes sur le clavier, en se distanciant du standard officiel. La même critique peut être posée pour le signe devise monétaire ‹ ¤ › (Figure 5) qui devrait être dans le groupe secondaire et le tilde ‹ ~ › qui ne devrait pas se retrouver comme signe diacritique dans le groupe primaire,. Cette dernière critique est explicitement mentionnée dans la norme ISO 9995-3.
Également, certains caractères dans le groupe 2b ne semblent plus recommandés pour l'usage. Par exemple, la lettre ‹ ŉ ›, utilisée en afrikaans, est aujourd'hui considérée « obsolète » et fortement déconseillée. Les symboles ŀ/Ŀ utilisés dans le catalan sont supportés à des fins de compatibilité, bien que la saisie en deux caractères par l'utilisation du point médian ‹ · › suivant le l/L soit aujourd'hui recommandée dans les usages. L'utilisation de la lettre oméga ‹ Ω › (U+03A9) semble à ce jour préférée à l'utilisation du symbole ohm ‹ Ω › (U+2126), supporté dans la norme canadienne et la norme internationale ISO 6937.
D'autres symboles allant au-delà de la norme canadienne et des normes internationales ISO/CEI 8859-1 et ISO 6937 gagneraient à être intégrés dans les années à venir. En effet, un nouveau standard reposant sur le jeux de caractères Unicode (ISO/IEC 10646) permettrait d'intégrer beaucoup plus de caractères, comme les symboles scientifiques par exemple.

## Galerie

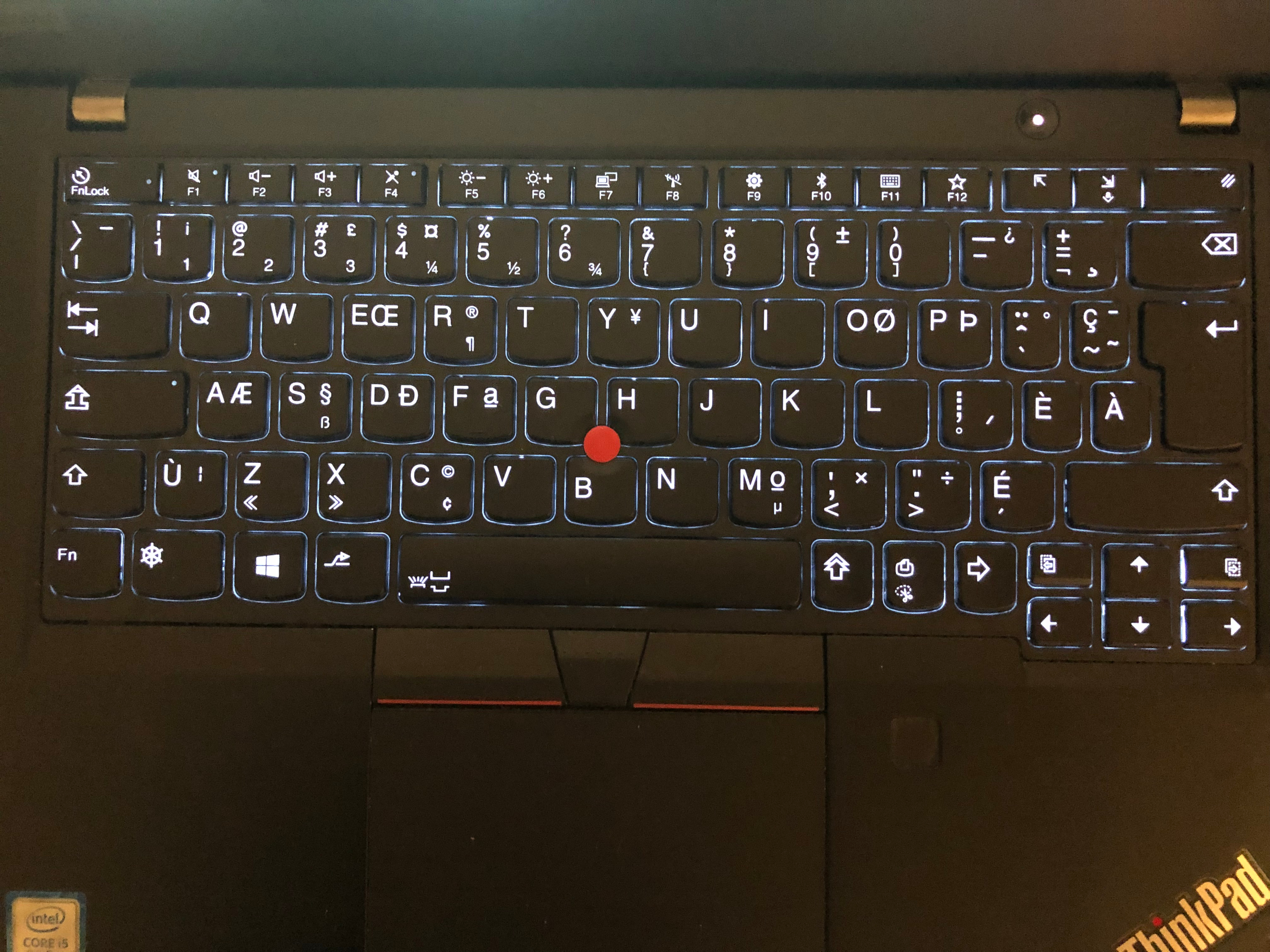
Clavier normalisé CSA (Lenovo) Thinkpad X390
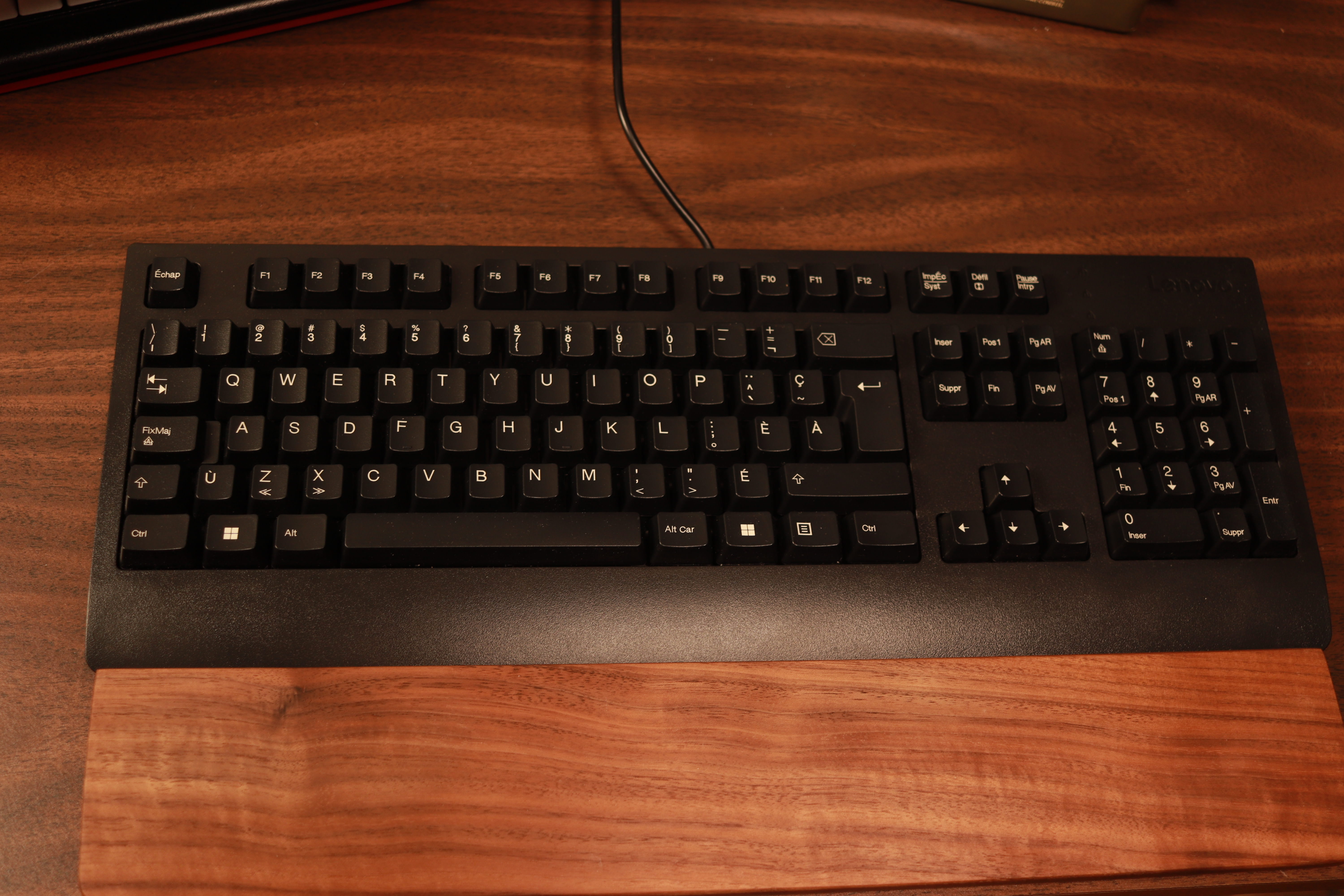
(Lenovo) canadien-français 445 numéro 4X30M86891
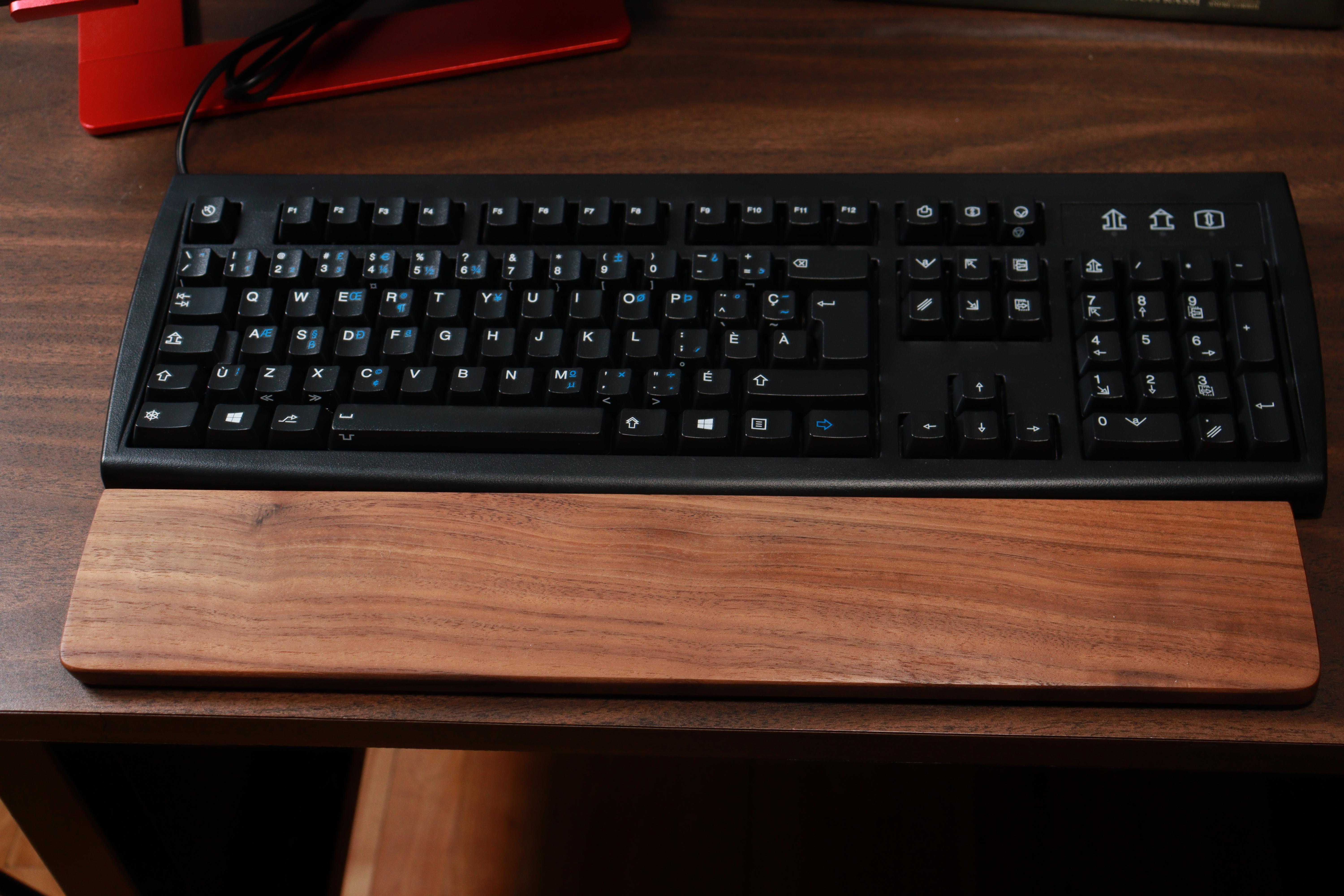
Clavier normalisé CSA (Solidus) KBS225T5-USB-BL
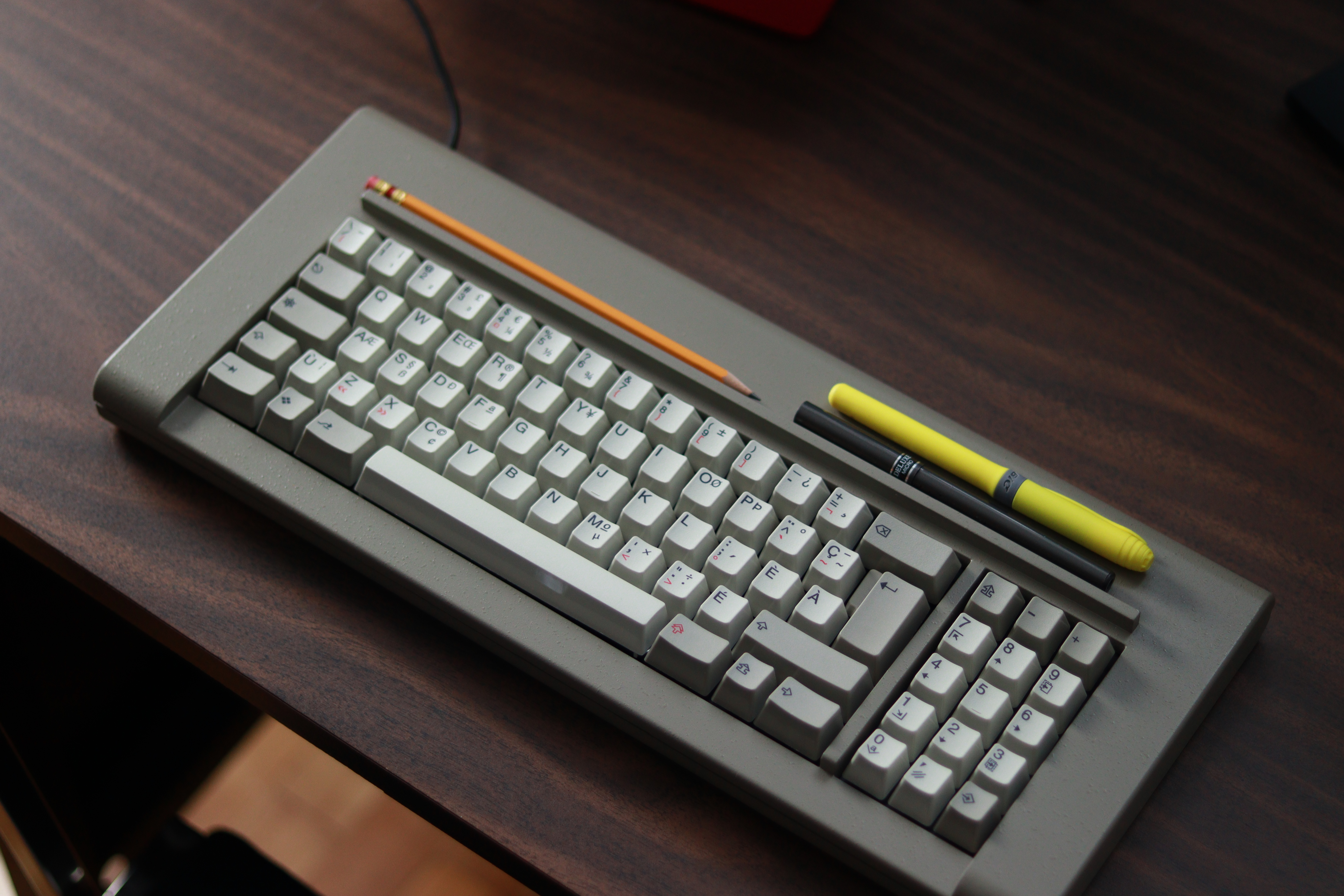
Modèle F77 (Model F Labs) Québec CSA
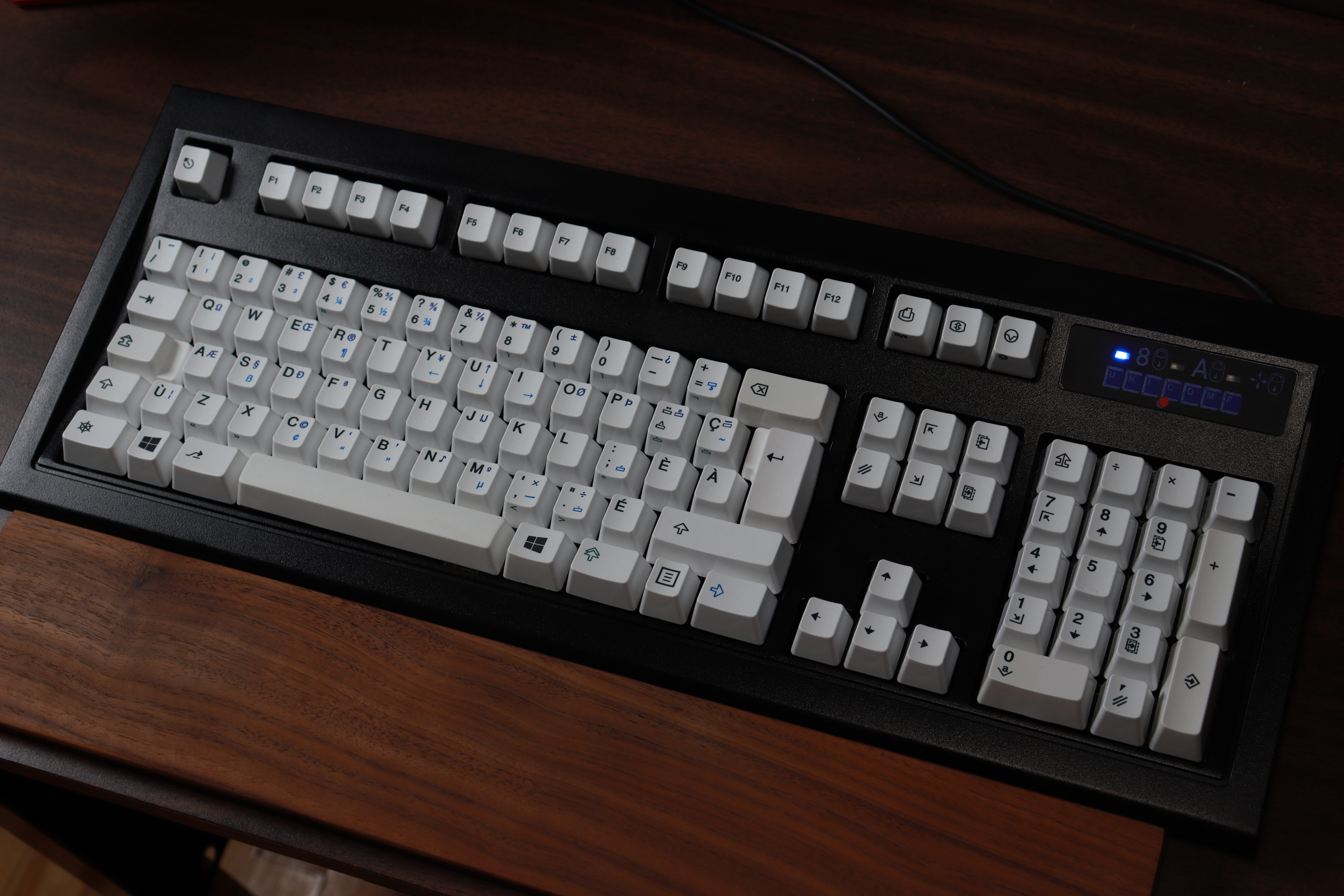
Nouveau Modèle M (Unicomp) canadien français-multilingue